# Honey Don't!
Honey Don't! is een Amerikaans-Britse komische detectivefilm uit 2025, geregisseerd en mede geschreven door Ethan Coen. De hoofdrollen worden vertolkt door Margaret Qualley, Chris Evans en Aubrey Plaza.

## Verhaal
De film speelt zich af in Bakersfield (Californië), en richt zich op een privédetective (Margaret Qualley), een sekteleider (Chris Evans) en een mysterieuze vrouw (Aubrey Plaza).

## Rolverdeling
| Acteur           | Personage                      |
| ---------------- | ------------------------------ |
| Margaret Qualley | privédetective Honey O'Donahue |
| Chris Evans      | Drew, een sekteleider          |
| Aubrey Plaza     | mysterieuze vrouw              |
| Charlie Day      | detective                      |
| Billy Eichner    |                                |
| Gabby Beans      |                                |
| Talia Ryder      |                                |
| Lera Abova       |                                |

## Productie
In januari 2024 werd aangekondigd dat Margaret Qualley, Aubrey Plaza en Chris Evans de hoofdrollen zouden gaan spelen in de film. Het scenario werd geschreven door het echtpaar Ethan Coen en Tricia Cooke, als het tweede deel in een "lesbische B-filmtrilogie", na Drive-Away Dolls uit 2024. De film wordt geproduceerd door Tim Bevan en Eric Fellner van Working Title Films, Robert Graf en Ethan Coen en Tricia Cooke.

### Filmopnames
De filmopnames gingen begin maart 2024 van start in Albuquerque, New Mexico en werden op 25 mei afgerond.

## Release
Honey Don't! ging op 23 mei 2025 in première op het Filmfestival van Cannes in de Séances de minuit-sectie.